# Les Conséquences de la guerre
Les Conséquences de la guerre (également Les Maux de la guerre ou Les Horreurs de la guerre) est un tableau mythologico-allégorique peint entre 1637 et 1638 par Pierre Paul Rubens. Il a été réalisé par le peintre au cours de ses missions diplomatiques durant la guerre de Trente Ans (1618-1648), dans lesquelles il a pris conscience de l’inutilité de la guerre et lancé un message pacifiste. Chef-d’œuvre tardif du maître flamand, Les Conséquences de la guerre se distingue par son extraordinaire dynamisme, la complexité des poses des personnages et la fluidité des coups de pinceau, dans lesquels il y a des hommages évidents à la peinture italienne de la Renaissance, à commencer par Titien. La toile est conservée à la Galerie Palatine du Palais Pitti à Florence. 

## Description
Au centre se tient le dieu de la guerre Mars armé d'un bouclier et d'une épée ensanglantée. En arrière-plan à gauche, les portes du temple de Janus sont ouvertes : celles-ci ne sont ouvertes qu'en temps de guerre. Mars est tiré vers la droite par la Furie Alecto (l'Implacable), qui porte une torche enflammée symbole d'intransigeance. Derrière elle se cachent deux monstrueuses personnifications de la peste et de la famine, conséquences inévitables de la guerre. Vénus et Cupidon se trouvent à la gauche du dieu de la guerre et tentent en vain de le retenir. À gauche de Vénus se tient une femme désespérée qui incarne l’Europe, vêtue de deuil et sa robe en lambeaux, levant les yeux et les bras vers le ciel, écrasée par la douleur, comme pour implorer l’aide divine. L’enfant à ses côtés tient le globe surmonté de la croix, symbole du christianisme. En bas à gauche se trouvent un caducée et un rameau d'olivier, symboles de paix, jetés au sol. En bas à droite se trouvent des personnifications et des symboles de sagesse, d’harmonie, de fertilité, de miséricorde et de créativité, tous supprimés par la guerre : une femme protège son enfant, et sur le chemin de la bataille, Mars piétine les livres, détruisant symboliquement toute forme d’expression intellectuelle, et submerge les personnifications des Arts, telles que la musique et l’architecture, personnifiées respectivement par la femme (et son luth brisé) et l’homme (et ses instruments) couchés au sol en bas à droite,.

## Provenance
Le tableau a été commandé en 1637 par le peintre flamand Justus Sustermans. Dans une lettre de Rubens à Sustermans du 12 mars 1638, l'artiste confirme la livraison du tableau et explique ses symboles. Les héritiers de Sustermans l'ont probablement vendu en 1691 au prince héréditaire de Toscane Ferdinand de Médicis et il se trouve depuis lors au palais Pitti de Florence, dans la Galerie Palatine. En 1799, avec de nombreux chefs-d’œuvre à Florence, il fut confisqué par les Français et emmené à Paris, d'où il ne revint qu’en 1815, avec l’intervention d’Antonio Canova.